# Pablo Nicolás
Pablo Nicolás Caballero (ur. 21 lipca 1986 w Totoras) – argentyński piłkarz występujący na pozycji napastnika w Almeríi.